# Musiara Superiore
Musiara Superiore è una frazione del comune di Tizzano Val Parma, in provincia di Parma.
La località dista 3,50 km dal capoluogo.

## Geografia fisica
Musiara Superiore sorge alla quota di 1045 m s.l.m., sulle propaggini settentrionali del monte Caio, sul versante sinistro della val Parmossa.

## Origini del nome
Il toponimo della frazione ha forse origine dal gallico cisalpino Mosa, utilizzato nel Medioevo col significato di "luogo paludoso", oppure dallo zoonimo latino Mus, ossia "topo".

## Storia
Il borgo, sorto in epoca medievale, era inizialmente unito all'abitato di Musiara Inferiore.
Nel XV secolo Musiara entrò a far parte del feudo di Belvedere, la cui rocca fu edificata a monte di Moragnano e Rusino nei primi anni del secolo per volere del signore di Tizzano Ottobuono de' Terzi; nel 1409, in seguito all'uccisione del condottiero, il castello fu occupato da Odoardo Pallavicino, per conto del marchese di Ferrara Niccolò III d'Este. Dopo la cessione di Parma in cambio di Reggio Emilia nel 1420 al duca di Milano Filippo Maria Visconti, quest'ultimo nel 1441 investì nuovamente del feudo di Belvedere Guido e Giberto Terzi.
Tra il 1447 e il 1448, nella breve parentesi temporale in cui Parma si rese indipendente da Milano, il Comune cittadino affidò direttamente la gestione del territorio, comprendente le località di Rusino, Moragnano, Vezzano, Groppizioso, Lalatta, Treviglio e Musiara, al podestà Antonio Caviceo, ma nel 1450 il duca Francesco Sforza elevò il feudo al rango di contea e lo assegnò ancora ai Terzi, che ricevettero conferma dell'investitura nove anni dopo.
Nel 1551, durante la guerra di Parma, il castello fu assaltato da Camillo Rossi e la contea fu inglobata tra i domini rossiani.
In seguito alla crescita della popolazione dei due borghi di Musiara Inferiore e Musiara Superiore, nel 1613 le rispettive chiese, fino ad allora unite in una stessa parrocchia, furono rese completamente autonome, separando così anche i due centri abitati.
Nel 1666 il marchese Scipione I de' Rossi, oberato dai debiti, fu costretto a cedere tutte le rocche appenniniche in suo possesso alla Camera Ducale di Parma, che nel 1774 assegnò il feudo di Belvedere, comprendente, oltre a Musiara Superiore, numerose altre località dei dintorni, al conte Giuseppe Camuti; quest'ultimo nel 1790 lo cedette, in cambio di alcune terre a Ronchetti di San Secondo, al conte Pietro Andrea Leggiadri Gallani, che ne mantenne i diritti fino al 1805, quando i decreti napoleonici sancirono la loro abolizione nell'ex ducato di Parma e Piacenza.

## Monumenti e luoghi d'interesse

### Chiesa di San Rocco

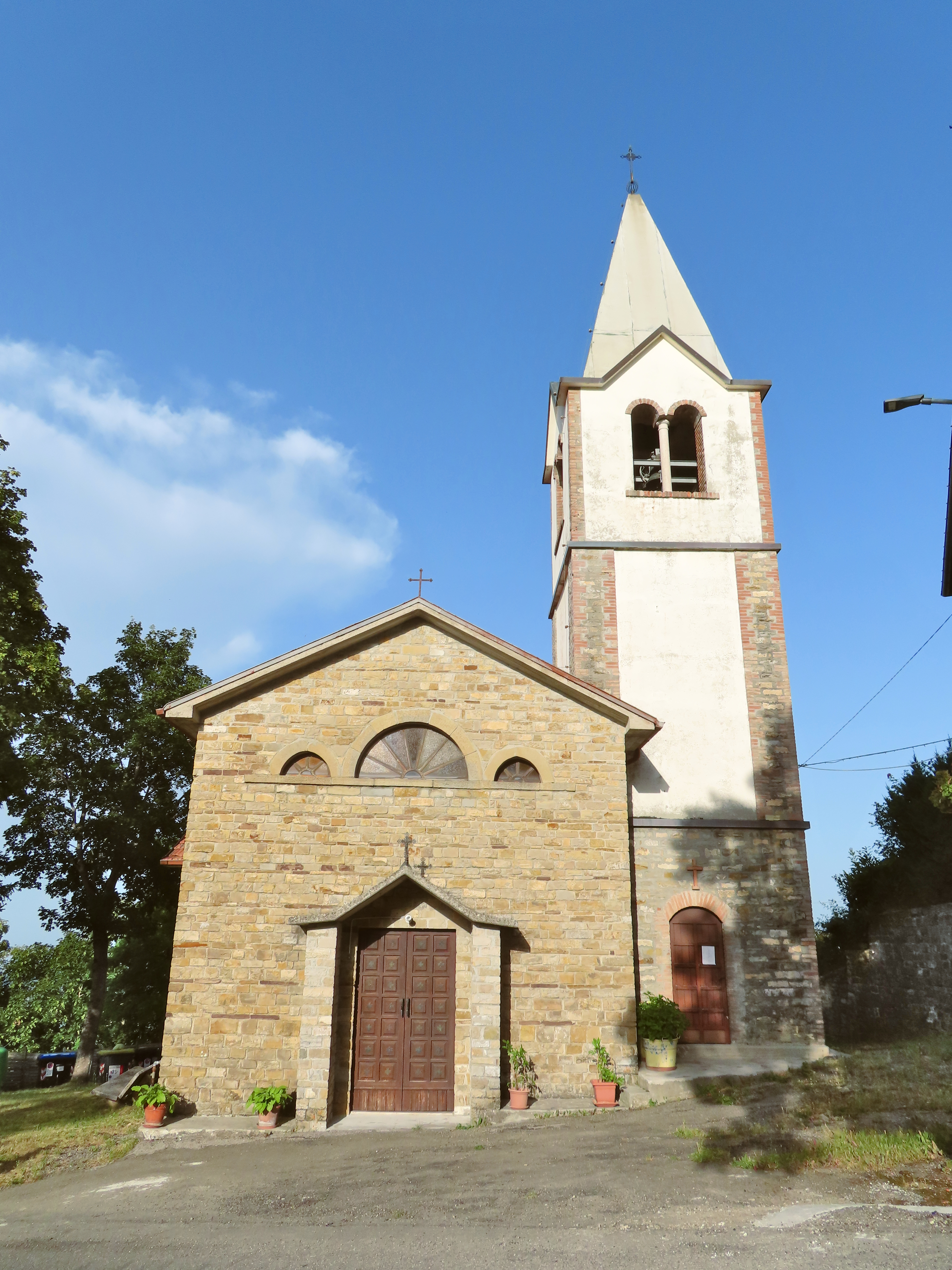
Chiesa di San Rocco

Menzionato per la prima volta nel 1491, l'oratorio, a lungo unito alla chiesa di San Giorgio di Musiara Inferiore, nel 1613 fu elevato a sede parrocchiale autonoma su richiesta degli abitanti del borgo. L'edificio, sviluppato su una pianta a navata unica affiancata da una cappella sulla sinistra, presenta una facciata a capanna interamente rivestita in pietra, con un piccolo portico centrale, mentre sulla destra si erge il campanile neogotico; all'interno l'aula intonacata si apre sul presbiterio, ove è conservata una pala d'altare ottocentesca eseguita da Giovanni Tebaldi.